# Joanna Pacuła
Joanna Pacula (Tomaszów Lubelski, Polònia, 30 de desembre de 1957) és una actriu i model polonesa. Va emigrar als Estats Units d'Amèrica a principis dels anys vuitanta, guanyant protagonisme inicialment gràcies al seu treball de model a la revista Vogue. La seva gran actuació a la pel·lícula Gorky Park de 1983 li va valer una nominació al Globus d'Or a la millor actriu secundària en una pel·lícula. En els anys posteriors, es va establir com a actriu de caràcter, apareixent en nombroses pel·lícules i sèries de televisió.

## Biografia
Pacula va ser filla d'una mare farmacèutica i un pare enginyer. Té una germana, Ewa Pacula, model i presentadora de televisió, que també ha treballat als Estats Units d'Amèrica.
El 1979, Joanna Pacula es va graduar a l'Acadèmia Estatal de Teatre Aleksander Zelwerowicz. Després de graduar-se, es va incorporar al Teatre Dramàtic de Varsòvia, on va actuar fins al 1981. Va començar la seva carrera d'actriu actuant en produccions d'obres de William Shakespeare, com ara Romeu i Julieta, Otel·lo i Al vostre gust. També va trobar feina en algunes pel·lícules, com ara Camouflage (1977) de Krzysztof Zanussi i Ultima noapte de dragoste (Última nit d'amor, 1980) de Sergiu Nicolaescu a Romania.
El 1981, Pacula es trobava a París quan les autoritats comunistes de Polònia van declarar la llei marcial. No va tornar a la seva terra, i el 1982 va emigrar als Estats Units d'Amèrica, on es va especialitzar a interpretar papers d'europees. El seu debut al llargmetratge va arribar al costat de William Hurt a la pel·lícula Gorky Park (1983). Va ser elogiada per Roman Polanski per aquest paper. Va actuar en nombroses sèries de televisió i pel·lícules estatunidenques, com ara el drama de l'Holocaust Escape From Sobibor (CBS, 1987), The Kiss (1988), E.A.R.T.H. Force (CBS, 1990) i la sèrie de televisió The Colony (ABC, 1996). També va protagonitzar Not Quite Paradise de Lewis Gilbert, estrenada el 1985.
Va aparèixer a Marked for Death (1990) com a experta en vudú i bandes jamaicanes; al thriller eròtic italià Husband and Lovers (1992) com una adulta d'esperit lliure; Tombstone (1993); a The Haunted Sea (1997); i a la pel·lícula Virus (1999), interpretant el paper d'una científica russa.

## Fites
- Pacula va ser escollida per People com una de les 50 persones més boniques del món (1990).
- Va ser inclosa com un dels 12 "nous actors prometedors de 1984" a Screen World de John Willis, volum 36.

## Filmografia
Pel·lícula i rol
- Ultima noapte de dragoste (1980) - Leah Gheorghiu
- Czułe miejsca (1981) - Nurse
- Gorky Park (1983) - Irina Asanova
- Not Quite Paradise (1985) - Gila
- Escape from Sobibor (1987) - Luka
- Death Before Dishonor (1987) - Elli Gellar
- The Kiss (1988) - Felice
- Sweet Lies (1988) - Joelle
- Options (1989) - Princess Nicole
- Breaking Point (1989) - Anna/Diana
- Marked for Death (1990) - Professor Leslie
- Husband and Lovers (1991) - Alina
- Eyes of the Beholder (1992) - Diana Carlyle
- Body Puzzle (1992) - Tracy Marella
- Black Ice (1992) - Vanessa
- Warlock: The Armageddon (1993) - Paula Dare
- Under Investigation (1993) - Abbey Jane Strong
- Tombstone (1993) - Kate Elder
- Private Lessons II (1993) - Sophie Morgan
- The Silence of the Hams (1994) - Lily Wine
- Every Breath (1994) - Lauren
- Not Like Us (1995) - Anita Clark
- Timemaster (1995) - Evelyn Adams
- Last Gasp (1995) - Nora Weeks
- Captain Nuke and the Bomberboys (1995) - Brenda Franelli
- The Haunted Sea (1997) - Bergen
- Heaven Before I Die (1997) - Selma
- En brazos de la mujer madura (997) - Marta
- The White Raven (1998) - Julie Konnenman
- My Giant (1998) - Lilliana Rotaru
- The Art of Murder (1999) - Elizabeth Sheridan
- Virus (1999) - Nadia
- Error in Judgement (1999) - Liz
- Crash and Byrnes (2000) - Lissette
- The Hit (2001) - Sonia
- Crusade of Vengeance (2002) - Elizabeth
- No Place Like Home (2002) - Gretchen Klein
- Cupid's Prey (2003) - Iris Wharton
- El Padrino (2004) - Jessica Lancaster
- Moscow Heat (2004) - Sasha
- Dead Easy (2004) - Teresa Storm
- The Cutter (2005) - Elizabeth Teller
- Honor (2006) - Rose Tyrell
- Forget About It (2006) - Talia Nitti
- When Nietzsche Wept (2007) - Mathilda
- Shannon's Rainbow (2009) - Emily Blair
- Black Widow (2010) - Olivia
- ICE Agent (2013) - Sheila Hayman
- Break Even (2020) - Agent Crowe

Televisió
- Deep Red (1994, pel·lícula per a televisió) - Monica Quik
- Business for Pleasure (1997, pel·lícula per a televisió) - Anna
- Sweet Deception (1998, pel·lícula per a televisió) - Risa Gallagher
- Dead Man's Gun (1999, 1 episodi) - Yvotte Ballinger
- Brutally Normal (2000, 7 episodis) - Gogi
- Night Visions (2001, 1 episodi) - Head Immigrant
- Robbery Homicide Division (2002, 1 episodi) - Trisha Sandifer
- Lightning Bolts of Destruction (2003, tpel·lícula per a televisió) - Dr. Valery Landis
- Dinocroc (2004, pel·lícula per a televisió)
- Jake in Progress (2005, 1 episodi) - Elsa Winters
- Monk (2008, 1 episodi) - Leyla Zlatavich
- Stolen Child (2012, pel·lícula per a televisió) - Tatiana
- Bones (2014, 1 episodi) - Drina Mirga

### Premis i nominacions
| Any  | Premi              | Categoria                                              | Producció  | Resultat |
| ---- | ------------------ | ------------------------------------------------------ | ---------- | -------- |
| 1983 | Premis Globus d'Or | Globus d'Or a la millor actriu secundària - pel·lícula | Gorky Park | Nominada |